# Attacus roseus
Attacus roseus är en fjärilsart som beskrevs av Hans Fruhstorfer 1904. Attacus roseus ingår i släktet Attacus och familjen påfågelsspinnare. Inga underarter finns listade i Catalogue of Life.